# ONE PIECEの地理
ONE PIECEの地理（ワンピースのちり）では、尾田栄一郎の漫画『ONE PIECE』の舞台となる場所について記述する。

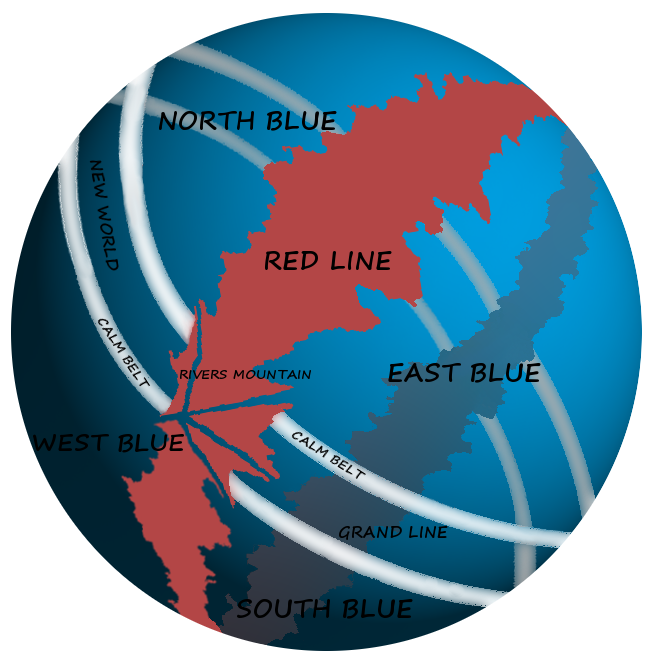
『ONE PIECE』の舞台である世界の概略図

## 概要
作中世界の海は、世界を縦断する大陸「赤い土の大陸（レッドライン）」と、それに対して垂直に世界を一周する航路「偉大なる航路（グランドライン）」によって4つに分けられている。「偉大なる航路」は「凪の帯（カームベルト）」に挟まれている。また、「赤い土の大陸」によって二分された「偉大なる航路」後半の海は「新世界」と称されている。
「偉大なる航路」「赤い土の大陸」により東西南北に区切られた海はそれぞれ「東の海（イーストブルー）」、「西の海（ウエストブルー）」、「南の海（サウスブルー）」、「北の海（ノースブルー）」と呼ばれる。上空には「空島」がある。
ベガパンクによれば、空白の100年に古代兵器によって発生した200メートルの海面上昇によって、世界は一度海に沈んだという。現存する世界は海に沈んだ「大陸の断片」の上に立っており、海底には空白の100年以前の世界の遺跡が眠っている。

## 東の海（イーストブルー）
物語序盤における舞台。「赤い土の大陸」と「偉大なる航路」で区分される4つの海の中でも最弱と言われており、賞金首の平均賞金額も300万ベリー程度。しかし他の海に比べて凶悪な賞金首が少ないが故に、平和の象徴ともされている。
ドーン島
ゴア王国
世界政府加盟国。サボ、ドラゴン、ガープの出身地。東の海で最も美しいといわれる国。しかし、その裏では王族や貴族によって不要なものを全てグレイ・ターミナルに淘汰した極端な隔離社会が築かれている。ドラゴンはその隔離社会を「世界の未来の縮図」と称している。現在の国王はステリー。
グレイ・ターミナルからさらに北に町があり、町全体を巨大な石壁が囲む。石壁に近い端町には、チンピラが屯しており悪臭も残っている。さらに進むと小奇麗な中心街があり、その中心はさらなる石壁に囲まれ、その中には王族や貴族が住む高町がある。
フーシャ村
小さな港村であり、ルフィの出身地。その名の通り多くの風車がある。ゴア王国の辺境に位置しているため、半ば忘れられたように王国に属しており、隔離社会とも縁が薄い。かつて赤髪海賊団が、1年ほど活動拠点にしていた。彼らの出立の際に、ルフィはシャンクスから麦わら帽子を預かった。村の人々は宴が好き。
コルボ山
フーシャ村の裏にある山。山賊ダダン一家（ドグラやマグラたち）が根城としており、ルフィとエースが育った場所。トラ、クマ、ワニなどの猛獣が生息している。
不確かな物の終着駅（グレイ・ターミナル）
コルボ山を北に抜けた場所にある巨大なゴミ捨て場。通称「ゴミ山」。犯罪と病気が蔓延する無法地帯。日光による自然発火でいつも煙を挙げている。ここに住む人々はゴミを漁り生活している。町とは大門と呼ばれる門のみで通じており、1日2度国中から集まった大量のゴミが運ばれてくる。
12年前、貴族達はゴア王国に天竜人ジャルマック聖らの視察団が来ることを期に「汚点」をすべて焼き払うことを決定し、住人を含めて焼き尽くされた。しかし、ドラゴン率いる革命軍が救出したことである程度は生き延びた模様。その後、再びゴミ捨て場に戻った。
モデルは、フィリピン・マニラ郊外に存在した「スモーキー・マウンテン」。
ゴート島
アルビダ海賊団のアジトがあった島。
シェルズタウン
海軍第153支部がある町。海軍大佐モーガンによる恐怖政治が行われていたが、ルフィとゾロの活躍で解放される。ルフィはこの町でゾロを仲間にし、コビーと別れた。
シモツキ村
ゾロの出身地。コウシロウが師範を務める「一心道場」がある。52年前、ワノ国からこの地に流れ着いた霜月コウ三郎によって作られた。
オルガン諸島
オレンジの町
約40年前に海賊に襲われ町を失った者達が、町長のブードルらを中心に一から立ち上げた港町。バギー海賊団のかつての活動拠点で、ルフィがバギーに勝利してからは再び平和が訪れた。
珍獣の島
トサカを持つキツネや、ウサギの耳を持つヘビなど、珍獣達が棲息する島。島の中央にある大岩の上には宝箱があり、仲間に置き去りにされた元海賊ガイモンが20年以上守り続けていた。
ゲッコー諸島
シロップ村
ウソップとヤソップの出身地。海賊に襲われることもほとんどない、のどかな村。ルフィ達がクロネコ海賊団の野望を阻止し、カヤとメリーからゴーイングメリー号を貰った。
海上レストラン「バラティエ」
海に浮かぶレストラン。オーナー兼料理長はゼフ。サンジが副料理長を務めていた。
食料目当てで海賊が襲ってくることも珍しくないが、並みの海賊以上の強さである荒くれ者のコックに撃退されている。海賊との乱闘見たさに来る客もいるほどだが、それに耐えきれずウェイターは全員辞めてしまったという。船首の魚は「サバガシラ1号」という足こぎ式の戦闘ボート。平時は屋外パーティーのために、非常時・襲撃時には船内を傷つけないために、「ヒレ」を開いて足場ができる。
新世界編では大規模な改装が行われ、パティとカルネがそれぞれ連結型の別店舗を仕切っている。
モデルは、作者が高校時代にアルバイトをしていた熊本市のレストラン「薔薇亭（ばらてい）」。
コノミ諸島
10年前から8年間アーロン一味の支配下にあった諸島。村人たちは毎月「奉貢」という貢ぎ金を納めなければならず、納められない者が一人でもいた場合、「反逆」とみなされて村ごと壊滅させられる。麦わらの一味によってアーロン一味が倒された後は、活気を取り戻している。
ココヤシ村
ナミが育った村。みかんが主要産物。
ゴサの町
ココヤシ村の隣町。奉具を払えなかったことでアーロン一味に滅ぼされ、家屋は魚人達の手により全て逆さまにされた。
アーロンパーク
アーロン一味のアジト。建物はシャボンディパークに似せて造られている。アーロンタワーという五重の塔がある。麦わらの一味によって壊滅した。
オイコット王国
20年前、ベルメールがナミとノジコを拾った国。
ローグタウン
海賊王ロジャーの出身地であり、彼の処刑が行われた「始まりと終わりの町」。リヴァース・マウンテンに近い場所にある。以前は「偉大なる航路」に向かう海賊達が大勢集まっていたが、スモーカーの管轄になってからは、島に入った全ての海賊が捕らえられていた。ロジャーの処刑台は観光名所であったが、東の海編で雷が落ち崩落した。「世界会議」へ向かう王族が泊まるためのホテルもある。
クマテ族の島
先住民のクマテ族が住む島。バギー・アルビダとバギー一味が再会を果たした場所。
ミラーボール島（アイランド）
東の海の流行発信地。ダンスコンテストが開催される。人気ブランド「DOSKOI PANDA」本店もある。
テキーラウルフ
橋の上にある国。約700年前から天竜人の命令により、全世界から犯罪者や世界政府への加盟を拒んだ国の国民たちが集められ、島と島をつなぐ巨大な橋を作らされていた。「ウォッカウルフ」「ラムウルフ」「バーボンウルフ」という同様の建造物が世界各地にある。
ロビンがくまによって飛ばされ、脱出を図る最中に革命軍によって奴隷たちが解放された。
コジア
13年前にジェルマ66が侵攻した国。
フラウス王国
世界政府加盟国。女王はバン・ドデシネ。
ナガグツ王国
世界政府加盟国。国王はフラーリ。五老星も利用するスーツ専門のハイブランド「ニョルニョ・ニャルマーニ」がある。
サーツルゾ王国
コビーの出身国。

### 派生作品オリジナル（東の海）
シクシス
『ONE PIECE novel A』に登場。美しい光景が広がる無人島。宝があるという言い伝えがある。島の周辺には特殊な海流があり、一度近づくと島へと引きずり込まれ出られなくなる。かつてエースとマスクド・デュースがこの島に漂流し、それがスペード海賊団の結成に繋がることになる。
海のヘソ
アニメオリジナル。「海のヘソの大冒険編」で登場。海のど真ん中に巨大な穴があり、その下にある神の山には秘宝が眠るという言い伝えがある。10年前、秘宝を狙った海賊・キャプテン・ジョークが神の怒りを買ったことで神の獣が解き放たれ、ふもとの町の住人たちは不自由な生活を強いられている。
軍艦島
アニメオリジナル。「千年竜伝説編」で登場。アピスの出身地。偉大なる航路の近くにあり、島の岩が軍艦に似ていることから軍艦島と呼ばれている。島の東には、かつて千年竜を神とあがめていた王朝の廃墟があり、千年竜の壁画が多く残っている。ただし、この島は視認では全く見えず、海上にある歪んだ空間の中にある。アピスら軍艦島の住民は廃墟の島から移住した住民の子孫。
ロストアイランド
千年竜がいる「竜の巣」があるとされる伝説の島。千年竜が息絶え、また新たな千年竜が生まれる場所である。軍艦島の周囲に沈んでいる島で、1000年に1度だけ海上に浮上する。千年竜の名前はこれにちなんだもの。この島で息絶えた千年竜は海に沈み、体の成分が石化し、それが不老不死の妙薬「竜骨」となる。
黄金の島
映画オリジナル。第1作『ONE PIECE』に登場。
かつて世界中の黄金を手に入れた大海賊ウーナンの黄金が眠るとされる島。南の丘に黄金の場所を示す鯨の像がある。山の頂上に祠があり、奥にはウーナンの亡骸とウーナンの親友・岩蔵へのメッセージが残されている。
ねじまき島
映画オリジナル。第2作『ねじまき島の冒険』に登場。
島の土台が天にも届くほどの細長い螺旋状になっている。島全体が巨大なねじに支えられており、これを外すと島が崩壊する。中心にはエレベーターがあるが、トランプ海賊団しか使えず、上へ向かうには無数の罠が仕掛けられた石段を上らなければならない。中腹部には住民たちが住むねじまきタウンがある。町から頂上への道は地雷地帯になっている。頂上にはトランプ海賊団の本拠地トランプ城があり、最高の宝石と最高の技術で作られた世界一高価なからくり時計「ダイヤモンドクロック」が飾られている。この時計はアキースが誕生した記念にアキースの両親が作ったものである。住民は皆、特徴的な巻き髪をしている。
7年前、トランプ海賊団に占領され、住人たちは武器を製造するため強制労働させられていた。麦わらの一味との戦いで、島のねじが破壊され島も崩壊した。

## 西の海（ウエストブルー）
強大なマフィアである「西の五大ファミリー」が裏社会を牛耳っている。
オハラ
ニコ・ロビンの出身地。考古学の聖地で、世界最大の図書館「全知の樹」があった島。
考古学の権威として知られたクローバーに感銘を受けた学者達が集い聖地と呼ばれるようになった。22年前、クローバーを始めとする考古学者達が「歴史の本文（ポーネグリフ）」を研究していたことが発覚し、当時のCP9長官スパンダインによって「バスターコール」が発動。結果、ロビンを残してオハラは壊滅し、その翌年の地図からオハラの名前は消えた（バスターコール事件）。
イリシア王国
世界政府加盟国。8年前の国王はタラッサ・ルーカス。新世界編の国王はセーザ。
トロア
人間オークションに出品された海賊・バイロンの出身地。
ラスキャンプ
マリンフォード頂上戦争から約2週間後、海賊船が現れた場所。
花ノ国（カノくに）
世界政府加盟国。ドレスローザの遥か東に位置する国で、八宝水軍の出身地。国王はラーメン。ドレスローザから武器を輸入していた国と戦争状態だったが、ドンキホーテファミリーの壊滅により終戦した。
バリウッド王国
世界政府加盟国。国王はハン・バーガー。
ゴッドバレー
38年前、ロックス海賊団が壊滅した「ゴッドバレー事件」の起きた島。世界政府未加盟ながら豊富な資源があり、「神の谷」と呼ばれる巨大な谷が存在していた。島は跡形もなく消えており、現在は地図にも記されていない。
双蛇島（ソウジャとう）
世界政府加盟国。海軍に徴兵されるまで、イッショウはこの島にある賭場で用心棒を務めていた。

## 南の海（サウスブルー）
ブリス王国
空島からゴーイングメリー号付近に落下したガレオン船「セントブリス号」が200年以上前に出港した国。歯にタールを塗る風習があった。現存するかは不明。
カラテの島
空手が盛んな島。CP6のジェリーの出身地。ジェリーは、この島のボクシングチャンピオンであった。
セントウレア
革命軍によるクーデターで滅亡した王国。
トリノ王国
鳥が人を支配している国。一説では、「宝島」と伝えられている。島中央に巨大木があり、巨大な怪鳥と肥満体の原始人のような部族が住んでいる。部族の文明レベルは高く、武器や薬品の精製技術を持っている。鳥達は別の土地の出身だが、その土地の人間により故郷を追われた過去があり、自分たちが住家にしている大樹に生息する植物を求める部族たちのことを、自分たちに危害を与えに来たと勘違いしていたことで、争いが絶えなかった。
後にくまによって飛ばされてきたチョッパーの仲裁により、人と鳥との争いは収まった。
バテリラ
美しい海と浜辺が広がる島。かつてルージュが潜伏していた。エースの生まれ故郷。
悪ブラックドラム王国
世界政府加盟国。ワポルが国王として新たに建国した、世界貴族認定の国家。
ソルベ王国
世界政府加盟国。ブルドッグが王位の頃は貧しくも国民の心は豊かだったが、30年前に新国王となったベコリの悪政によって国の腐敗が進む。22年前、天上金の額を減らすため、年寄りが多く住む島の南部を切り捨てる法が定められるも、国民の反発と革命軍によって阻止される。16年前、再びベコリが多くの国民を焼き払おうとするも、バーソロミュー・くまによって阻止され、国民の支持によりくまが新国王となった。くまが指名手配され国外に旅立った後、ブルドッグが王に復帰した。
ロシュワン王国
世界政府加盟国。国王はビール6世。
サンバ王国
世界政府加盟国。国王はムケッカ。
トゥミ
かつて国民が反乱を起こした国で、3年の戦いの末革命軍の介入により勝利した。
クツック島
ユースタス・キッドの出身地。
タヤ王国
世界政府加盟国。アラマキはこの国の警官だったが、女性がらみの大事件を起こして「世界徴兵」まで投獄されていた。
ベスパ王国
クザンはこの王国の領地で生まれた。

## 北の海（ノースブルー）
かつて、ヴィンスモーク家が武力で征服した過去がある。
ルブニール王国
約400年前、探検船提督だったモンブラン・ノーランドが住んでいた王国。460年ほど前、死亡率90％を超える疫病「樹熱」により10万人の命が奪われたが、後に特効薬が発見されたことで死亡率は3％以下にまで抑えられた。現存するかは不明だが、コラソンとローが訪れた13年前の時点では王宮が残っていた。
北極
作中未登場。クラーケンの生息地。
フレバンス
かつて存在した、「白い町」と呼ばれる裕福な国。ローの出身地。地層から採取される「珀鉛」という鉛の影響で、国全体が童話の雪国のように真っ白であり、人々の憧れの国であった。
珀鉛を一大産業としていたが、珀鉛に含まれる毒は人体に悪影響を及ぼす。王族と世界政府は、産業が始まる100年以上も前に地質調査でその事実を知りながら、珀鉛が生み出す巨万の富に目が眩み事実を隠蔽していた。やがて国民が一斉に珀鉛病を発症すると、珀鉛病を伝染病と思い込んだ周辺諸国は通路を塞ぎ隔離処置を取った。王族は政府の手引きで早々に脱出した一方、他国での治療や移住を希望する者たちは迫害され殺害されたという。生き残った国民たちは珀鉛でできた武器を使って戦争を起こし、反撃という大義名分を得た周辺諸国によって国は滅亡した。ローは、この国の唯一の生き残りである。
スパイダーマイルズ
かつてドンキホーテファミリーが拠点としていた港町。ファミリーは、この町のゴミ処理場倉庫を占拠していた。
ルーベック島
13年前、バレルズ海賊団と海軍が「オペオペの実」の取り引きを行おうとした島。
ミニオン島
ルーベック島の東にある島。バレルズ海賊団がこの島の廃墟をアジトにしていた。13年前、ここでコラソンがドフラミンゴに殺害された。
スワロー島
ミニオン島とルーベック島の南にある、ツバメの形をした島。ハートの海賊団のシャチとペンギンの出身地。コラソンとの死別後、ローがこの島に逃れた。
『ONE PIECE novel LAW』の舞台。冬が長く、暖かくなる時期は1年のうち4分の1くらいのみ。島にある町「プレジャータウン」は、30年前にアルトゥール・バッカ率いる海賊団によって滅びかけたが、ローたちが暮らしていた13年前の時点では活気を取り戻している。海賊事件後に「誰もが喜べる町を。誰もが優しくあれる町を」という標語が作られ、町に訪れる者たちをできる限りあたたかく迎え入れるという精神が根付いている。島には、70年以上前に流行り病で死亡した伝説の海賊「キャプテン・ラドガ」が財宝を遺したとされる（「スワロー島の財宝伝説」）が、財宝はすでに発明家ヴォルフが見つけており、後に町の復興に使われた。また、島中に大きな鳴き声を響かせる「海底を飛ぶツバメ」がいるという噂話があるが、その正体はヴォルフが作った潜水艦が発する、プロペラ音が洞窟に反響した大きな音である。
ノーティス
裕福な町。ベラミー海賊団の出身地。
クエン村
口減らしが行われている貧しい村。ベビー5の出身地。
ホワイトランド王国
世界政府加盟国。雪深く険しい土地で、防寒着が民族衣装。国王はイワトビ。
ドイル王国
世界政府加盟国。国王はチャップ。

## 偉大なる航路（グランドライン）
世界を一周する航路。「ひとつなぎの大秘宝（ワンピース）」を目指して世界中の海賊が集まっており、4つの海では滅多に見られない悪魔の実の能力者も数多く存在する。「三大勢力」が君臨し、「海賊の墓場」と言われるほど危険。さらに、でたらめな気候、異常な生物たちなど、様々な理由により一般常識が全く通用しない。
「偉大なる航路」の入り口はリヴァース・マウンテンという山になっており、リヴァース・マウンテンの運河を経由しなければ入ることはできない。「偉大なる航路」は「凪の帯（カームベルト）」に挟まれる形で存在しているが、並の船ではそこに群生する大型の海王類の襲撃に耐えられないため、リヴァース・マウンテンからの進入を余儀なくされている。
「偉大なる航路」では季節・天候・海流・風向きの全てがデタラメで、様々な超常現象が発生する。島々は気候によって「春島」「夏島」「秋島」「冬島」の4つに大別され、「偉大なる航路」を生き残るには「夏島の夏」から「冬島の冬」まで16段階の季節を乗り越えなければならない。

ログポース

各島々が鉱物を多く含むため、強力な磁場が発生しており、通常の方位磁針が使い物にならず、普通の航海術が一切通用しない。そのため代わりに「記録指針（ログポース）」や「永久指針（エターナルポース）」という特殊な方位磁針を利用する。「偉大なる航路」では島と島が互いに引き合っており、それぞれの島の記録（ログ）を「記録指針」に貯めなければ、次の島に進む事はできない。記録が貯まる時間は島によって異なる。「永久指針」は永久的にその島の磁気を記録し、その島を指し示すというもの。リヴァース・マウンテンからは航路が7つに分かれるが、どこを選んでも記録を辿れば1つの航路に行き着く。最終地点はラフテル。

### 前半
サボテン島
リヴァース・マウンテンからの7つの航路の内の1つから最初に辿り着く島。サボテンの形をした巨大な岩「サボテン岩」がある。
ウイスキーピーク
表向きは音楽と酒の町で、別名「歓迎の町」。実態はバロックワークスの活動拠点の1つで、賞金稼ぎの巣であった。サボテン岩のトゲの部分は、今までに殺された海賊の墓。ログがたまる期間は約半日で、次に指す島はリトルガーデン。
リトルガーデン
恐竜などの古代生物が生息する島。約100年前に絶滅が確認された有毒のダニ・ケスチアも生息している。ログがたまる期間は1年と人間にとっては非常に長く、あまりにも過酷な環境からログが貯まるまでの間に死んでしまう者が多い。
かつて世界を震撼させた「巨兵海賊団」の2人の頭・ドリーとブロギーがおり、「エルバフ」に帰るために必要なたった1つの永久指針を懸け、また自身の決闘の決着をつけるために戦いを続けていた。彼らにとってこの島は「小さな庭」に等しいことに因み、探検家ルイ・アーノートによって島の名がつけられた。
何もない島
広大だが何もない島。アラバスタの一つ手前にある。正体は「島食い」という巨大金魚のフン。周辺の島を食べた跡なので、フンでありながらログや永久指針が存在する。過去に、ドリーとブロギーは大陸と勘違いして上陸したことがあった。
ルネス
スモーカーがMr.11を逮捕した島。
ドラム島
年間を通じて雪に閉ざされた冬島。チョッパーの出身地。山岳地帯が多く、雪崩が起こることもある。
ドラム王国→名も無き国→サクラ王国
世界政府加盟国。かつては世界に名だたる医療大国であった。しかし、ワポルの国王就任後悪政が始まり、「医者狩り」により、Dr.ヒルルクとDr.くれはを除く医師全てが国外追放となった。結果、病人と怪我人は全て国王直属の医師団「イッシー20」に頼らざるをえなくなり、国民の心は次第に病んでいった。麦わらの一味が訪れる少し前、黒ひげ海賊団の襲撃に遭い、ワポルが国外に逃亡したことで王政が崩壊。一味が訪れた時は、滅亡からの復興を目指している最中であった。そこに王政復古を目論むワポルが帰国したが、ルフィとチョッパーによって掃討される。
現在は、かつてワポルの部下であったドルトンが国王となり、かつてヒルルクが掲げた桜のドクロを国旗とした国家「サクラ王国」となった。ログがたまる期間は約1日。新世界編では、兵士のカブトがチョッパーの角がついたデザインに変わっている。
ドラム城
標高5000メートルの山「ドラムロック」の上にある。黒ひげ海賊団に壊滅させられていた。現在のDr.くれはの住処。
ビッグホーン
雪の降る村。ドルトンがこの村に住んでいる。麦わらの一味がドラム島で最初に訪れた場所。
ココアウィード
ビッグホーンの隣町。
ギャスタ
北に位置する湖畔の町。スケートが盛ん。Dr.くれはの旧家もあり、そこからロープウェイでドラム城まで行ける。
ロベール
エースが上陸した町。
キューカ島
文字通り休暇のための島。B・Wオフィサーエージェントも訪れた。
サンディ島
アラバスタ王国がある島。近海には海ネコが生息している。
ジャヤ
春島。かつて栄華を極めた黄金都市シャンドラが存在し、「歴史の本文」を狙う敵意と戦い続けてきた。約400年前は難病「樹熱」に冒されていたが、探検家モンブラン・ノーランド一行によって食い止められ、無駄な生け贄を必要とする伝統の儀式も廃止された。
もともと島全体は髑髏の形をしていたが、「突き上げる海流」によってシャンドラを擁する部分がスカイピア付近まで飛ばされた。ログがたまる期間は約4日。
モックタウン
ジュー＝ウォールが名付けた別名は「嘲りの町」。連日殺しやケンカが絶えず、海賊達の落とす金によって成り立つ無法地帯で、政府も放置している。麦わらの一味が訪れた際は、ベラミー海賊団がホテルを借り切って滞在していた。
ロングリングロングランド
一見すると環状に点在する複数の島々だが、実は水面下で繋がる1つの島。周囲に、ロング渦という渦潮が発生する。年に一度だけ大きな引潮があり、その日の数時間の間だけ島は本来の姿を取り戻す。この島の遊牧民はこのときを狙って3年に一度、島から島への移住を行う。元々1つの島であるため、ログをためても隣の島を指さない。また、この島にいる動物は、のびのび生活しているため、体が異常に長い。ログがたまる期間は1日以内で、次に指す島はウォーターセブン。
ウォーターセブン
造船業で有名な「水の都」。
エニエス・ロビー
世界政府が所有する司法の島。不夜島（昼島）。
サン・ファルド
海列車でウォーターセブンと結ばれている町の一つ。別名「カーニバルの町」。
セント・ポプラ
海列車でウォーターセブンと結ばれている町の一つ。「春の女王の町」と呼ばれる。
美しい町並みが自慢で、気候は1年中暖かい。船の資材となる材木の卸売市場があり、それを狙う海賊が多いことが市民の悩みとなっている。エニエス・ロビー崩壊後、CP9が滞在した。
プッチ
海列車でウォーターセブンと結ばれている町の一つ。「美食の町」。市長はビミネ。
バルティゴ
革命軍の拠点がある「白土の島」。島全体が白土の砂漠であり、舞い上がる砂埃により近海からの目視は困難。
ゾウ編で、黒ひげ海賊団によって壊滅させられた。
バナロ島
巨大な岩「バナナ岩」が特徴の島。多くの開拓者が入植し町を形成していたが、黒ひげとエースとの決闘によって壊滅した。
魔の三角地帯（フロリアン・トライアングル）
常に深い霧が立ちこめる海域。遥か昔から毎年100隻以上の船が消息不明となり、幽霊船の噂もある「怪奇の海」。ウォーターセブンから魚人島に向かう際に通ることになる。ブルックはルンバー海賊団が壊滅した後、ここで50年近く一人で彷徨っていた。また、10年ほど前からはスリラーバークが根城としていた。
モデルは、北大西洋に存在する「魔の三角地帯」と呼ばれる海域「バミューダトライアングル」。
シャボンディ諸島
「偉大なる航路」前半と新世界を隔てる「赤い土の大陸」の付近にある諸島。79本のヤルキマン・マングローブの集まりで構成されており、厳密には島ではなく、ログもない。ヤルキマン・マングローブの生息に適した気候で、根から出る樹脂でできたシャボン玉文化が存在する。
リヴァース・マウンテンで7本の航路に別れた航海者たちは、新世界に行くために一旦はここに集結する。ここで船を乗り捨て世界政府に通行許可を得て「赤い土の大陸」を越えるか、船のコーティングを行い魚人島へ向かう。
奴隷・人買いの文化や魚人・人魚への差別意識など、「悪い歴史」が根強く残っている。エースの公開処刑時には、公開処刑の様子を大型モニターで映し出しており、多くの記者達やマリンフォードから避難してきた者達などが集まっていた。終戦後、海軍本部が本拠地をすぐ隣にあったマリンフォードから新世界へと移したため、新世界編では無法地帯が増加している。
諸島はヤルキマン・マングローブの番号ごとに「○番GR（グローブ）」と区分けされている。
1番GR～29番GR
概して無法地帯。13番GRにはレイリーとシャッキーが住む「シャッキー'S ぼったくりBAR」がある。27番GRのヤルキマン・マングローブは黄猿に折られた。
人間屋（ヒューマンショップ）
1番GRにある人類売買ショップ。ドフラミンゴが経営していた。当然ながら人身売買は世界的に禁止であり、政府や海軍はこのショップの存在を認知しているが、「職業安定所」と称して事実上黙認している。対象人類は犯罪者（魚人族・人魚族は、犯罪者でなくとも売買の対象となる）及び世界政府非加盟国民とされている。新世界編では、跡地となっている。
30番GR～39番GR
32・33・34番GRに巨大な遊園地「シャボンディパーク」がある。ここは魚人・人魚にとって憧れの場所となっている。パーク内の「シャボンドーム」では、ブルックのライブが行われた。
40番GR～49番GR
旅行者向けの観光・お土産エリア。
50番GR～59番GR
造船所・コーティング職人エリア。
60番GR～69番GR
66番GRには海軍駐屯基地がある。
70番GR～79番GR
ホテル街など。
からくり島
未来国バルジモア
Dr.ベガパンクの出身国。極寒の冬島で島の出入りには砕氷船が必要。ベガパンク製作のサイボーグアニマルが住む森と、未完成の土暖房システムがある。
フランキーがくまによって飛ばされた。Dr.ベガパンクの研究所には時代の遥か先を行く（フランキー曰く「ブッ飛んだ発明」「2、300年は実現不可能」とのこと）多くの貴重な設計図があったものの、彼が誤って研究所の自爆スイッチを押してしまったために研究所と共に全て焼失した（後に｢バルジモアの悪夢｣と呼ばれる）。自爆スイッチがあったのはベガパンクが文化的な研究開発を行っていた研究所で、爆発後にフランキーが見つけたもうひとつの研究所は、ベガパンクが兵器的研究･開発をしていた研究所である。
モモイロ島（アイランド）
カマバッカ王国
森や砂浜、動物までもがピンク色をしたハート形の島で、第二の女ヶ島と呼ばれている。名前の通り、島民はすべてオカマ。女王は革命軍幹部である「オカマ王」エンポリオ・イワンコフ（アニメでは、イワンコフが不在の間はキャロラインが女王代理を務めていた）。島に伝わる攻めの料理「バイタルレシピ」によって、住人のオカマたちは桁外れの強さを誇る。
サンジがくまによって飛ばされた。新世界編でバルティゴが黒ひげ海賊団によって壊滅させられた後、革命軍総本部がここに移された。
ボーイン列島
島の形が花の様な島で、おいはぎの森「グリンストン」がある。巨大で獰猛な動植物が生息する危険な島ではあるが、島内には料理や食品のような自然物が自生しており、食べ過ぎるとすぐに肥満化する。
この島の正体は豊富な食物に引き寄せられた動物を喰らう食肉植物「ストマックバロン」である。入ることは簡単にできるが、島を脱出しようとすると生息する生物たちが行く手を阻み、しかも外周に近くなるほど強い生物が現れるため生きてこの島を出た者はいないといわれる。
ウソップがくまによって飛ばされた。
クライガナ島
シッケアール王国跡地
常に暗雲が垂れ込める、島全体が湿地帯の島。かつてシッケアール王国が統治していたが、9年前まで続いた内乱で滅んだ。数年前から、ミホークが根城にしている。内乱によって武器の扱い方を学習したヒューマンドリルが多数生息しており、腕に覚えのない者にとっては危険な地域となっている。
くまによってスリラーバークでペローナが飛ばされ、後にゾロも飛ばされた。
ナマクラ島
ハラヘッターニャ
常に貧困に喘いでいる国。黒魔術を使っている。島の長はペッコリ。
ブルックがくまによって飛ばされた。穏やかな国民性に目をつけた手長族による人攫いに苦しめられていたが、ブルックの手で解決された。
剣山島
テーナ・ゲーナ王国
手長族の住む島。珍品を好む手長族が各地で他種族を攫い、町の中心にある見世物小屋で娯楽としてショーを行っている。
ハラヘッターニャで手長族に拉致されたブルックが連れて行かれ、見世物にされた。
マリンフォード
シャボンディ諸島の近くにある三日月型の島。海軍本部の所在地だったが、マリンフォード頂上戦争後、本部は新世界に移転し、現在は入れ替わる形で海軍G-1支部となっている。
メルヴィユ
「雲に届く秘境」。
フールシャウト島
巨大なサボテンが林立する荒野の島。コアラの出身地。
グアンハオ
CP9メンバーが幼少期に修行した島。ロブ・ルッチの出身地。現在も、未来のサイファーポールを目指す少年少女が修行を積んでいる。
島にある塔は中国温州市の江心嶼にある塔がモデルになっている。
ルルシア王国
世界政府加盟国。頂上戦争以前は平和だったが、現在のセキ王の体制となってからは国民の生活が苦しくなっている。国にある金は王や天竜人に納める天上金しかなく、国民は爪に火を灯すように生きているという。
世界会議で王や有能な兵士が不在になったことで、桃ひげ海賊団の襲撃を受けたが、革命軍によって解決した。世界会議閉幕後、王族に対し革命が起こるも、イムの攻撃によって跡形もなく消滅し、五老星の意向により「元々なかった」という事になった。一部の国民は攻撃の直前に国を出航したことで難を逃れて革命軍に入隊した。
ポルコ王国
ジニーの出身国。
パンツハザード
バルジモアの南に位置する島。女性物のパンツを頭に被る文化があるため、世界から一線引かれている。ベガパンクの従兄弟・ベガパンツが住む。

#### 派生作品オリジナル（前半）
ファイヤーワークス
アニメオリジナル。年に一度花火大会が開かれる港町。花火大会は400年前から行われている町の伝統行事。
ヤギの島
アニメオリジナル。「出撃!ゼニィ海賊団」編で登場。
たくさんのヤギが生息している無人島。島は暗礁に囲まれており、周囲海域の濃霧と激しい潮流により上陸は困難。20年前、ゼニィが流れ着き、ヤギたちと親しくなった。
ルルカ島
アニメオリジナル。「虹の彼方へ」編で登場。
伝説とされる「虹色の霧」が発生する島。市長である元海賊ウェットンによって支配されており、住民は重税を課されている。島には税金で建てられた「レインボータワー」がある。ルフィたちの活躍でウェットンが失脚したことで町に平和が戻った。
エイプスコンサート
アニメオリジナル。虹色の霧の中にある、一度入れば二度と出ることができないとされる船の墓場。虹色の霧により内部の空間と時空が捻じ曲がっており、時の流れが非常に遅い。
貝獣島
アニメオリジナル。TVSP「大海原にひらけ! でっかいでっカイ父の夢」で登場。
財宝が眠るとされる島。地盤が非常にゆるく磁場を持たない。その正体は巨大な二枚貝で、あまりの大きさのためにサンゴ礁に座礁し身動きが取れなくなり、そこへ土砂が積もり草木が茂ったことで普通の島と見分けがつかなくなった。その中にはメリー号をはるかに上回る巨大な真珠がある。
漁師島
アニメオリジナル。TVSP「守れ! 最後の大舞台」で登場。
旅の演劇一座「ランドルフ一座」の最後の舞台が行われた島。10年前にも舞台が行われ、住民たちは皆ランドルフ一座が再び訪れることを心待ちにしていた。
ナバロン
アニメオリジナル。「脱出!海軍要塞編」で登場。
海軍G-8支部の基地がある要塞。通称「ハリネズミ」。潮が頻繁に満ち引きを繰り返す海域に位置し、智将ジョナサンの緻密な戦略により、入り込んだ海賊を取り逃がしたことは一度もなかった。しかし、僻地に存在するためしだいに海賊達がこの周辺海域での航海を避けるようになったことで兵士たちの士気は下がり、海軍本部からは基地の不要論を唱える者もいる。劇場版第4作『デッドエンドの冒険』では、ガスパーデが仕掛けたレースの偽ゴール地点として登場した。
記憶喪失の島
アニメオリジナル。「オーシャンズドリーム編」で登場。
人の記憶を奪い餌にするタツノオトシゴのような生物が根城にしている島。島の住民は記憶を奪われ続けているため、自分が何者であるかも把握していない。島の石碑には人の記憶を奪う化け物のことが記されている。ルフィたちがタツノオトシゴを倒したことで村人の記憶は元に戻った。
氷街道（ひょうかいどう）
アニメオリジナル。「アイスハンター編」で登場。
無数の氷山が浮かぶ海域。一度迷い込むと二度と出ることができないとされている。賞金稼ぎ一家「アッチーノファミリー」の本拠地「ラブリーランド」がある。アッチーノファミリーが手懐けている無数のドウモウペンギンが氷山や海流を操作し、迷いこんだ海賊船を一箇所に誘導する。
スパアイランド号
アニメオリジナル。「魔の三角地帯」近海で運営している、世界政府公認のスパ・リゾート船。開業以来、毎年100億ベリーの売上げを誇る。50種類以上のプールや温泉、カジノや高級レストランもある豪華施設。中心にある煙突は巨大な大砲になっている。真下には海底火山がある。ルフィ達の活躍で破壊され沈められた。
リトル・イーストブルー
アニメオリジナル。
王冠島
映画オリジナル。第3作『珍獣島のチョッパー王国』に登場。
人は住んでおらず、珍しい動物たちが生息している島。島周囲の海底には海底火山があり、噴煙が島を囲む王冠のような一繋がりになる。島は代々「動物王」によって守られており、動物王が亡くなると動物王の角に宿った神秘の力を新たな動物王が受け継ぎ、動物の楽園として繁栄し続けている。この力は「王なる宝」と呼ばれており、手に入れた者は天地を揺るがす最強の力を手にできるとされている。
ハンナバル
映画オリジナル。第4作『デッドエンドの冒険』に登場。
数年に一度開催されるルール無用の海賊レース「デッドエンド」の出発地点となる港町。島の住人は全員元海賊。ゴールや優勝賞金は毎回異なり、出場者はゴール地点の「永久指針」をレース前に受け取る。ルフィたちが参加したレースのゴール地点は「パルティア」で、賞金は3億ベリー。参加するには胴元に100ベリー硬貨を2枚提示する。島にはたくさんの支流があり、正面の山へと続く川に全て繋がっている。何年かに一度大きな潮の逆流と風が発生し、それを利用して山を登り、頂上にある「グランドフォール」がスタート地点になる。
アスカ島
映画オリジナル。第5作『呪われた聖剣』に登場。
「偉大なる航路」一美しい剣「七星剣」があるとされる島。太古の昔から百年に一度訪れる「赤い月」を災害や異変を招く不吉な月と恐れ、アスカ七星の神々が災いから人々を守るためアスカの王に盾として3つの宝玉を、矛として無敵の剣「七星剣」をもたらしたという言い伝えがある。かつて、一人の美しい巫女をめぐり、3人の王子が七星剣で殺し合いをし、多くの血と憎しみを吸った七星剣は呪われた妖刀となってしまった。その呪いはアスカ島だけでなく、周りの海をも争いに巻き込むほどであった。自らの命を投げ打った巫女の死により、3人の王子は和解し3つの宝玉で七星剣の呪いを封じた。赤い月が満ちる時、七星剣の妖力が高まり、それを抑えるには3つの宝玉を島にある3つの塔（巨門・貪狼・破軍）に納め、結界を張る儀式を行う必要がある。島の地下には無数の罠が仕掛けられた洞窟が広がっており、3つの塔をはじめ、島中に通じている。
オマツリ島
映画オリジナル。第6作『オマツリ男爵と秘密の島』に登場。
その名の通り毎日がお祭りで賑わい、多くの娯楽施設があるとされる「偉大なる航路」唯一のリゾート地。観光目的で島を訪れた海賊に「地獄の試練」を与え、島中に張り巡らせたアトラクション施設で島の主・オマツリ男爵の部下と様々な対決を行わせる。
その正体は、オマツリ男爵が島に咲く固有種の花「リリー・カーネーション」に捧げる生贄を集めるために作り上げた島。島の住人のほとんどはリリーに捧げた生贄によって復活した、数十年前に死亡したオマツリ男爵の元部下。元は全く人が住んでいない島だったが、嵐で仲間を失い島に流れ着いたオマツリ男爵が、リリーに捧げる生贄を誘い込むべく、島を「オマツリ島」という名の偽のリゾート地に変えた。海賊を島に誘い生贄にする目的は、復活した彼らを生き永らえさせるためであり、リゾート地という誘い文句に釣られ、島を訪れた多くの海賊がその犠牲になった。
メカ島
映画オリジナル。第7作『カラクリ城のメカ巨兵』に登場。
名前とは裏腹に住民たちはとても穏やかでのどかな雰囲気をした島。どんなログポースも反応せず、島に向かうには「カメポース」という、小さなカメを指針代わりに使った独自のアイテムを使う。島には海の王だけが被ることができる「金の冠」という宝があるという伝説がある。島の地下には洞窟が広がっており、山頂には領主一族の男子しか入ることができない聖なる遺跡がある。島の領主・ラチェットの城には無数のカラクリ仕掛けがある。
その正体は、とてつもなく巨大なカメそのもの。大昔から島カメと人々は平和な共存関係を続けてきた。島カメが眠りにつく1000年間、人々は甲羅の上で生活し、産卵の時期を迎えると島カメを起こす。島に伝わる歌「ゆらり歌」に島カメの起こし方のヒントが隠されている。ちなみに金の冠とは、子カメが生まれた後に残る黄金でできた卵の殻のことである。

### 魚人島
魚人族と人魚族が住む海中の島。「赤い土の大陸」にある聖地・マリージョアの真下の深海1万メートルにある。海底の楽園と言われる「偉大なる航路」の名所で、美しい人魚がいる。
島は巨大なシャボン玉によって覆われている。陽樹イブによって世界で唯一海底ながら太陽の光が差しており、空気も届いている。遠い昔に、この光のある海底に魚人達が住み始めたことで、今の魚人島が誕生したという。シャボンディ諸島同様シャボン玉文化が存在し、シャボン職人が加工した「ウォーターロード」で移動できる。他にも、お魚タクシーやお魚バスなどの交通手段がある。島の空調には「貯空庫（エア・タンク）」を使う。人口は500万人（12年前）。
深海にあるため、辿り着くにはシャボンディ諸島にて船のコーティングをしなければならない。ただし、魚人島を目指す船は到達前に7割が沈没するという。また、島に入る前には入国審査がある。ログがたまる期間は半日で、次に指す島は新世界のリスキーレッド島・ライジン島・ミストリア島の3つ。
リュウグウ王国
魚人島を治める王国。人魚族の王族によって治められている。約200年前に世界政府加盟国となった。世界会議への参加は過去一度のみであったが、新世界編で200年ぶりに出席した。王族は、ジョイボーイに代わって約束を果たしにくる者が現れる日を信じて、先祖代々方舟「ノア」を見守り続けている。｢人間に血液を分かつ事を禁ずる｣という法律がある。
24年前の大海賊時代突入間もない頃に、大勢の海賊と海軍が一気になだれ込み、国民が次々にさらわれたり売られたりしたが、国王ネプチューンの友人である四皇白ひげのナワバリとなったことで平和が戻った。白ひげ亡き後は四皇ビッグ・マムのナワバリになり、毎月10トンのお菓子と引き換えに守られるようになる。
竜宮城
リュウグウ王国の王宮。島の上層にあり、連絡廊のみが城に通じる唯一の通路となる。
硬殻塔
竜宮城の北東にある塔。しらほし姫がバンダー・デッケン九世の攻撃から逃れるため、10年間この中で暮らしていた。しらほしの部屋になる以前は、武器倉庫だった。
人魚の入り江
マーメイドカフェの女子寮がある場所。ケイミーが住んでいる。
サンゴが丘
魚人島の南東に位置する港町。マーメイドカフェがある。
ギョバリーヒルズ
セレブの街である一等地。パッパグが住んでいる屋敷がある。
おかし工場の町
魚人島の北東に位置する、四皇ビッグ・マムに送るためのおかし工場がある町。
ギョンコルド広場
魚人島の広大な広場。10年前のオトヒメ王妃の暗殺現場であり、新魚人海賊団のクーデターでは麦わらの一味との戦いの舞台となった。
上記以外では、島の南東に「魚民文化会館」、東に「マリンショッピングモール」、北に「水車の町」がある。
海の森
魚人島の南東の深海にある、サンゴの森。潮の流れで沈没船が流れてくる「海の墓場」だが、陽樹イブの恵みからサンゴが美しく広がり、魚達やクジラが大量に集まる場所。オトヒメ王妃の墓がある他、森の奥地には「歴史の本文」がある。ルフィに半壊させられたノアは、海王類によってここに運ばれた。
魚人街
謎の巨船「ノア」が置かれている、魚人島外の深海の地区。フィッシャー・タイガーやジンベエ、アーロンなど、タイヨウの海賊団の出身地。
元は孤児達を預かる巨大な保護施設であったが、時が流れるにつれ魚人島のはみ出し者達が集まる無法地帯となってしまった。かつてはタイガーが仕切っていたが、現在では新魚人海賊団の統制下にある。クーデター終結後、ネプチューンによって完全に封鎖された。

### 位置不明
「偉大なる航路」にあることは判明しているが、前半か新世界か明言されていない場所。
ヴィラ
クーデターが頻発する土地。400年前に、モンブラン・ノーランドが訪れた時は「陽気な町」だった。
ブルジョア王国
キャベンディッシュの出身国。
スタンディング王国
オオロンブスの出身国。
エイギス王国
世界政府加盟国。国王はティー4世。世界会議閉幕後、反乱が起きた。
ウォッカ王国
カイドウの出身国。46年前、当時は他国との戦争で勝ち取った金で、天上金を献上していた。現存しているかは不明。
アオイ王国
イッショウが警備軍隊長を務めていた国。戦争で既に滅んでいる。
金時山（きんときやま）
戦桃丸が生まれ育った山。
シェード港
マーシャル・D・ティーチが生まれた港。所属する国や島は不明。
ガルツバーグ
映画オリジナル。

## 新世界
「偉大なる航路」後半の海の通称。「偉大なる航路」を半周し、「赤い土の大陸」を越えた先に広がる最後の海。この新世界を制した者が「海賊王」の称号を得られるという。
三大勢力の一つである「四皇」が君臨し、常識外れな事象もさらに増す、世界で最も航海が困難な海。海流・気候に加え、前半の海で唯一信頼できた磁気までもが変動する島があり、航海中完全に磁気を失う島さえある。このため、航海には新世界専用の「記録指針」が必要となる。新世界の大物海賊は各地に「ナワバリ」を持ち、巨大な犯罪シンジケートを形成している。一度でも新世界に足を踏み入れた者は口を揃えて「偉大なる航路」前半の海を「まるで楽園（パラダイス）だった」と語り、その多くが脱落していくという。
「JUMPトレジャー新人漫画賞」をリニューアルし創設された「JUMP新世界漫画賞」はこの用語に由来する。また第1回審査員は尾田栄一郎が担当した。
ユキリュウ島
赤髪海賊団が宴をしていた冬島。
エッド・ウォー
27年前、ロジャー海賊団と金獅子海賊団が激突した「エッド・ウォーの海戦」が起こった場所。
フードヴァルテン（FOODVALTEN）
白ひげ海賊団のナワバリだった島。頂上戦争後、茶ひげ海賊団に占拠された。その後、ホーキンス海賊団が上陸した。
カイドウのお気に入りの島
正式名称不明。一面が雪に覆われた冬島で、スコッチが管理している。武器工場が存在し、労働者たちが働かされている。アニメでは、内部に町がある巨大な開閉式ドームが存在する。
リスキーレッド島
魚人島からの指針が示す島の一つ。作中未登場。
ライジン島
魚人島からの指針が示す島の一つ。島には雷が降り注いでおり、魚人島の次に来ることになる島の中では最も危険度が高い。頂上戦争後、破戒僧海賊団が上陸しようとしていた。
ミストリア島
魚人島からの指針が示す島の一つ。作中未登場。
パンクハザード島
かつてDr.ベガパンクの実験施設があった島。現在は政府によって完全に封鎖されている。「記録指針」が反応しない。ベガパンクが島の護衛用に造り出した人工生物である「竜」が生息している。
4年前、シーザー・クラウンが開発した化学兵器の暴発により、有毒物質が蔓延する死の島と化した。3年前、シーザーが島に戻り、研究を再開する。2年前には有害物質はほとんどなくなっており、赤犬と青雉との10日間に及ぶ決闘が行われた。現在はその影響により、島は燃えさかる炎の土地と凍てつく氷の土地に二分されている。島の中央にある湖は赤犬と青雉が戦った爆心地のような穴に、島に入った巨大な裂け目から海水が流れ込んでできたものである。そのためサメなどが生息している。また、氷の土地にはシーザーの研究所がある。
シーザーの研究所内には人造悪魔の実「SMILE」の材料となる「SAD」製造室があったが、ローによって破壊された。
昔はカイドウとキングが実験体として囚われていた。
キッド海賊団アジトがある島
正式名称不明。上空には空島バロンターミナルが存在する。
ドレスローザ
世界政府加盟国。別名「愛と情熱とオモチャの国」。ドンキホーテファミリーの拠点。
島全体に巨大な岩壁が立ち並んでおり、岩壁の高台に町がある。命を持ったオモチャたちが人間と共存している。
900年前まではドフラミンゴの先祖であるドンキホーテ一族が統治しており、グリーンビットの小人トンタッタ族を奴隷にして地下深くで働かせ、国民はトンタッタの生み出す富と栄華の上に生きていた。世界政府創設時にドンキホーテ一族は聖地マリージョアへ移住し、リク王家が誕生。リク王はトンタッタ族への償いとして、小人が国から生活必需品を盗むことを許し、国内で物が盗まれても妖精の仕業で笑って諦めるしかないとする「妖精伝説」を国に定着させた。なお国民の大半は妖精の正体が小人であることは知っており、暗黙の了解で見守っていた。また、リク王家は隣国の危機にも積極的に援助を惜しまず、国民の生活は貧しかったが、800年間戦争が一度も起きない平和の国であった。
10年前にドフラミンゴが当時の国王リク・ドルド3世を失墜させ、再びドンキホーテ王家が復活する。その際にドフラミンゴが連れてきたホビホビの実の能力者シュガーにより、国民の一部がオモチャに変えられた。また、「午前0時以降外出してはいけない」「オモチャは人間の家に、人間はオモチャの家に入ってはいけない」という2つの法が新たに定められた。自分を人間だと言い出したオモチャは「人間病」として、スクラップ場送りになる。
ドンキホーテ体制となって以降、国民の生活は豊かになったが、その裏では奴隷として働かされるトンタッタ族とオモチャたち、コロシアムの見世物にされる囚人剣闘士が存在するなど、極端な光と影が存在する国に変貌した。また、ドンキホーテファミリーが裏社会で行っている闇の取引により、周辺諸国のバランスは大きく崩れ、戦争が頻繁に起きている。そのため、周辺諸国からは「野蛮な海賊の王国」と嘲られている。上記の事からルフィとサボは「自分の生まれた国（ゴア王国）に似ている」と評している。ドンキホーテファミリーが崩壊したことで、再びリク家が王位に就き、人々と小人が共存する「愛と情熱と妖精の国」となった。　
モデルはスペイン。作者によると、ドフラミンゴというキャラクターのイメージから設定したとのこと。
王宮
ドフラミンゴらドンキホーテファミリーの幹部がいる石造りの王宮。「王の台地」と呼ばれる高台の上にあり、王宮に行くにはリフトを使う。また、リク王家に代々伝わる秘密の緊急通路がある。下段には外壁塔があり、2階には最高幹部が座るイスがある「スートの間」がある。1階の礼拝堂の裏には、マンシェリーが幽閉されていた「おしおき部屋」がある。
ドフラミンゴの鳥カゴ発動後は、ピーカの能力で「王の台地」からひまわり畑の上に移された。
アカシア
ドレスローザの港町。ルフィたちが最初に訪れた町。
セビオ
ドレスローザ南の町。10年前、ドフラミンゴに操られたリク王軍が暴動を起こした。
カルタ
ドレスローザ東の「森の町」。港がある。「鳥カゴ」の収縮により、壊滅状態となってしまった。
プリムラ
ドレスローザ北西の町。
コリーダコロシアム
ドレスローザにある円形闘技場。剣闘士による剣闘会が行われる。
ドンキホーテファミリー独自の法が存在し、警察や海軍は立ち入れない。リング外の水路にはリトル闘魚が放たれている。ドンキホーテファミリーに逆らった者は、「囚人剣闘士」として殺し合いの見世物にされる。1000勝すれば解放されるが、達成した者は一人もいない。剣闘士は基本的に、剣と盾で戦う戦闘スタイルの訓練を受ける。選手は一度コロシアムに入ると二度と出ることができず、出口はドンキホーテファミリー関係者しか知らない。脱出を図ろうとした者は即刻射殺される。コロシアム周囲の柵は、海楼石でできている。
剣闘はドフラミンゴが即位する以前から行われていたが、当時は現在のような殺し合いではなかったという。リク王統治時代は犯罪者を剣闘士と戦わせるだけのものであり、犯罪者は100勝することで釈放されるシステムであった。
試合はバトルロイヤル形式で、リング外に落下または死亡すると失格となる。武器の使用は飛び道具以外は自由だが、防具には重量制限がある。敗退者は地下のスクラップ場に落とされ、そこから幹部塔に引き上げられ、シュガーの能力でオモチャに変えられる。
モデルは古代ローマのコロセウム。
交易港
王宮の地下にある巨大な地下施設。ドンキホーテファミリーによる闇の取引が行われており、オモチャたちが奴隷として働かされていた。中央にはトレーボルとシュガーが居る幹部塔が存在し、その奥には人造悪魔の実「SMILE」の工場がある。オモチャの家と王宮には連絡リフトで繋がっており、幹部塔にも幹部専用のリフトがある。幹部塔には触手のようなパイプが繋がっており、国中のいたるところにある「スクラップ場」の入口に落とされると、パイプから幹部塔を経由して、幹部塔の真下にある「スクラップ場」に落とされる。
オモチャの家
オモチャが消灯時間になると帰らなくてはならない場所。王宮がある台地の下部にあり、四方に入口が存在する。名称こそ「オモチャの家」であるが、「家」とは名ばかりで内部は地下の交易港への通路が伸びているだけであり、オモチャ達は毎晩夜通し働かされていた。
SMILE工場
人造悪魔の実「SMILE」を製造しているドーム型の施設。トンタッタ族は「闇の工場」と呼んでいる。施設内の農場の河川に流し込んだ「SAD」を木に吸収させ、SMILEを生産している。工場の外壁は海楼石でできている。施設の天井にある発光花「エレガントフラワー」により、トンタッタ族の500人の仲間が夜通し働かされていた。
ドフラミンゴの鳥カゴ発動後、ピーカの能力で地下から地上に移された。フランキーとトンタッタ族によって工場の中を破壊された後、鳥カゴを押し返すために使用された。
花畑
広大なひまわり畑。カルタの丘はかつてキュロス親子が暮らしていた場所。地下には、反ドフラミンゴ体制「リク王軍」決起本部が存在する。キュロス親子の秘密は16年前の大人達の大半は知っており、トンタッタ族と併せてひまわり畑で暮らす親子として静かに見守っていた。ドンキホーテファミリー崩壊後、再びキュロスとレベッカがここで暮らし始めた。
グリーンビット
ドレスローザの北にある孤島。トンタッタ族の力で育てられた巨大な植物が生えている。ドレスローザと鉄橋で繋がっているが、200年前に周辺に闘魚が棲みついて以降、人の往来は途絶えている。
トンタッタ王国
グリーンビットの地下にある、小人族「トンタッタ族」の国。ドレスローザとは地下通路で繋がっている。数百年前から隣国ドレスローザとは密接な関係で、ドンキホーテ一族統治時代は事実上ドレスローザの属国であった。
プロデンス王国
世界政府加盟国。エリザベローII世が治めるドレスローザ近辺の王国。
モガロ王国
ドレスローザの隣国。ファンク兄弟の出身地。
アップルナイン島
ドレスローザの隣国。この島を含む3島に、大将藤虎がリク王に土下座する映像が流された。
名前の由来は「りんごく」→「リンゴ・9」→「アップルナイン」。
ゾウ
1000年以上も生きている巨大な象の背中に栄えている土地。ミンク族は、象を「象主（ズニーシャ）」と呼ぶ。
象は常に動き続け一定の場所には存在しない上に、島ではないため「記録指針」ではたどり着くことができず、「幻の島」と呼ばれている。地面は象の皮膚であるため、かなり歩きにくい。象は1日に2度水浴びをし、洪水のような雨「噴火雨」が土地に降り注ぐが、一緒に魚も降ってくるため、食料確保にも役立っている。
モコモ公国
ゾウの背にある、数百年の歴史を持つミンク族の国。国の直径は約10km。
正式な国王イヌアラシ公爵と、代々くじらの森を守護するネコマムシの旦那の2人の王によって治められている。2人の王はいがみ合っているため、朝6時から夕方6時までを昼の王・イヌアラシ、夕方6時から朝6時までを夜の王・ネコマムシと、顔を合わせないよう生活時間を分けて暮らしている。その影響で国民も、町の者は昼に、森の者は夜に活動するようになっている。2人の王を行き来できる王の側近「王の鳥」（ワンダやキャロットなど）以外は、活動時間が終わるとほとんど強制的に眠ってしまう。国にはイヌアラシ率いる「犬嵐銃士隊」と、ネコマムシ率いる「侠客団（ガーディアンズ）」の2つの軍隊が存在する。ワノ国の光月一族とは遥か昔から運命を共にすると契りを交わした同盟関係で、国民全員が強い仲間意識を持っている。
ルフィたちが到着する17日前、ジャックの襲撃に遭い大きな被害を受けた。その後、光月一族の跡取りのモモの助の仲裁で、2人の王が和解した。2人の王がワノ国に残ることになってからは、キャロットが国王に任ぜられた。
クラウ都（クラウと）
国の中心に位置する、住民たちが暮らす都市。降り注ぐ噴火雨は、都市の中心にあるろ過装置で水路に流れ出て、国中の生活用水に変わる。
くじらの森
ゾウの頭部付近にある、クジラのような形をした巨大樹の下に広がる森。ネコマムシ率いる「侠客団」の居住区がある。くじらの木の頂上から隠し扉の奥の階段を下った先に、「ロード歴史の本文」がある。
右腹の森（ウバラのもり）
ミンク族の先祖が昔使っていた居住区の砦や、イヌアラシ公爵の療養所などがある。「右尻の森（ウシリーのもり）」を進み、闇深き沼を左折すると行けるという。
カライ・バリ島
バギーズデリバリーが拠点としている「バギー街」がある島。王下七武海制度撤廃後、新たに設立されたクロスギルドの本拠地となった。
万国（トットランド）
ホールケーキアイランドと、周辺の34の島々で構成される海域の総称。ビッグ・マム海賊団の拠点。34の島々は、ビッグ・マムの子供たち34人が「大臣」として治めている。
ビッグ・マムの「世界中の全種族が差別なく暮らせる国」という夢により、あらゆる人種が住んでいる。また、ビッグ・マムの「ソルソルの実」の能力で擬人化した無生物（お菓子や家具など）や動植物が、人間と同じように暮らしている。住民達は半年に一度「Leave（去る） or Life（寿命）」という質問をされ、安全と引き換えに1か月分の寿命を差し出す必要がある（1年で2か月分、6年で1年分の寿命を失う）。
ナワバリにはビッグ・マム海賊団の小隊がひかえる支部があり、そこから発する「警告念波」で味方かどうか識別し、敵船なら破壊される。この警告念波は島に近づく前に、次の島に方向転換することで回避できる。トットランド周辺の海域では、わたあめ雪や水あめの海といった独特の事象が存在する。
ホールケーキアイランド
トットランドの中心の島。島全体がケーキの形をしている。首都は「スイートシティ」。ホールケーキ城の裏側に、傘下及び傘下に入る予定の者のみ入港できる「アプリコッ湖」がある。北西にはファイアタンク海賊団のアジトがあり、東の入り江はタイヨウの海賊団が拠点にしていた。
ホールケーキ城（ホールケーキシャトー）
ビッグ・マムの居城で、山に匹敵する大きさを誇る巨城。玉座のある「女王の間」、ビッグ・マムの珍獣コレクションが保管されている「囚人図書室」、「歴史の本文」が保管されている「宝物の間」などがある。8階には巨大キッチン、屋上にはお茶会会場がある。
ホールケーキアイランド編で、玉手箱に仕掛けられた爆弾の爆発により倒壊するが、シュトロイゼンの能力で城全体がケーキに変えられたことで死者は出なかった。
誘惑の森
ホールケーキアイランドの南西の海岸にある森。至る所が食べ物でできており、メロンジュースの川やドーナツの橋などがある。森の内部では記録指針や時計が狂い出すため機能せず、更に地面や木など森にある全てが、ビッグ・マムの能力で擬人化したホーミーズであり、常に移動を繰り返すことで侵入者を惑わせて排除する。
カカオ島
チョコレート大臣が治める島。大臣を務めていたローラが家出して以来、大臣の座は空席になっており、後任候補にプリンが挙がっているが辞退し続けている。
島にある「ショコラタウン」の町並みは、全てチョコでできている。チョコは好きなだけ食べてもいいが、屋根の瓦チョコは雨風を凌げなくなるため、法律で禁じられている。またキャンディ大臣が管轄する窓ガラス、ビスケット大臣が管轄する柱など、チョコ以外を食べると「器物摂食罪」となる。
ナッツ島
ナッツ大臣アマンドが治める島。「ピーナッツタウン」がある。建物はピーナッツを模している。食いわずらいを起こしたビッグ・マムによって半壊した。
ふんわり島
ふんわり大臣シフォンが治める島。「フワリンタウン」がある。この島で、ビッグ・マムがウェディングケーキを食べた。
キンコ島
大蔵大臣ノアゼットが治める島。「オシムナタウン」がある。万国の金銭の管理をしている島。町の名前は、「おいしい物作るのにお金を『惜しむな』よ」という意味。
その他の島
| 島名         | 町名               | 大臣                           | 出典   |
| ------------ | ------------------ | ------------------------------ | ------ |
| キャンディ島 | ペロリタウン       | 「キャンディ大臣」ペロスペロー | [ 44 ] |
| コムギ島     | ハクリキタウン     | 「粉大臣」カタクリ             | [ 41 ] |
| ポリポリ島   | マメマメタウン     | 「豆大臣」ダイフク             | [ 41 ] |
| ヤキガシ島   | ふっくらタウン     | 「こんがり大臣」オーブン       | [ 41 ] |
| 濃厚島       | ホワイトタウン     | 「生クリーム大臣」オペラ       | [ 44 ] |
| ビスケット島 | クッキータウン     | 「ビスケット大臣」クラッカー   | [ 44 ] |
| リキュール島 | ジンタウン         | 「酒大臣」ズコット             | [ 44 ] |
| パッケージ島 | シワケタウン       | 「運輸大臣」ヌストルテ         | [ 44 ] |
| ブラック島   | グリーンタウン     | 「お茶大臣」ドスマルシェ       | [ 44 ] |
| アイス島     | シャーベットタウン | 「ジェラート大臣」モスカート   | [ 44 ] |
| パイパイ島   | サックリタウン     | 「パイ大臣」コンポ             | [ 44 ] |
| チーズ島     | チーズタウン       | 「チーズ大臣」モンドール       | [ 44 ] |
| トッピング島 | デコタウン         | 「トッピング大臣」タブレット   | [ 44 ] |
| フレーバー島 | エッセンスタウン   | 「エッセンス大臣」サンマルク   | [ 44 ] |
| ジャム島     | ヌールタウン       | 「ジャム大臣」ダクワーズ       | [ 44 ] |
| ポテト島     | チップスタウン     | 「フライ大臣」スナック         | [ 44 ] |
| ゼリー島     | プルルンタウン     | 「寒天大臣」カンテン           | [ 44 ] |
| タネガ島     | シードタウン       | 「シード大臣」カトウ           | [ 44 ] |
| 三色島       | ミックスタウン     | 「ミックス大臣」シブースト     | [ 44 ] |
| フトル島     | コッソリタウン     | 「味見大臣」モービル           | [ 44 ] |
| カトラリー島 | テーブルタウン     | 「食器大臣」マスカルポーネ     | [ 44 ] |
| フルーツ島   | ポンチタウン       | 「フルーツ大臣」コンポート     | [ 42 ] |
| ミレンゲ島   | ムレンゲタウン     | 「メレンゲ大臣」ブロワイエ     | [ 42 ] |
| ラビング島   | ラブタウン         | 「愛情大臣」コンスターチ       | [ 42 ] |
| キーボ島     | クーボタウン       | 「酵母大臣」マルニエ           | [ 42 ] |
| 100%島       | カジュータウン     | 「ジュース大臣」スムージー     | [ 42 ] |
| キミ島       | シロミタウン       | 「エッグ大臣」シトロン         | [ 42 ] |
| マーガリン島 | バタータウン       | 「バター大臣」ガレット         | [ 42 ] |
| ユニーク島   | ファンシータウン   | 「デザイン大臣」プラリネ       | [ 42 ] |
| ロクミツ島   | ナナミツタウン     | 「はちみつ大臣」フランペ       | [ 42 ] |

ブロックコリー島
ブロッコリーのような木がある島。2年前から戦争が続いていたが、ジェルマ66によって終結した。
ニューマリンフォード
新世界編の海軍本部基地がある島。「赤い土の大陸」付近にある。かつては海軍G-1支部の所在地だったが、マリンフォード頂上戦争後、本部が移転した。
スフィンクス
白ひげの故郷。元は世界政府非加盟の無法の島で、滝の裏の洞窟の先に小さな村がある。白ひげは海賊となってからもこの土地を気にかけ、生涯自分の宝をすべて貢いでいた。頂上戦争後、島の近くに戦死した白ひげとエースの墓が建てられた。
ワノ国（ワノくに）
世界政府非加盟の鎖国国家。長年に渡って百獣海賊団が拠点としており、将軍黒炭オロチとカイドウによって、国はほぼ制圧されていた。
島は断崖絶壁に囲まれており、淡水が流れる巨大な滝を登った先に、ワノ国の本土および鬼ヶ島が浮かんでいる。本土には大きな川で区切られた6つの郷が存在する。郷によって気候が大きく異なり、天気も極めて局地的に変化する。常に国全体を悪天候が囲んでおり、近海では波は荒れ潮の流れも速いため、入国は困難。選ぶ急流を間違うと国に近づくことなく船は大破する。入国方法は、巨大な鯉に船を引かせて滝を登る一か八かの方法と、滝を割った先にある潜港を使用する正規の方法の2つが存在する。かつては自然豊かな国であった。
800年前までは今のような岸壁はなく、巨大な藤山の麓に町が広がる国だった。しかし、ある時に島を囲むように岸壁が作られ、その壁の中に雨水が溜まり町が水没。人々は住む場所を求めて藤山の中腹に新たな土地を作り、そこに今のワノ国が建造された。藤山の元々の麓には洞窟があり、その中の高台に「ロード歴史の本文」が安置されている。さらに、その更に地下深くに古代兵器「プルトン」が封印されている。また、岸壁内の海底には、800年前の元々のワノ国の街並みが今も原型をとどめている。
「侍」と呼ばれる屈強な武人たちがいるため、海軍も近寄れないという。鎖国国家ゆえ、海外に出ること自体が罪となり禁じられている。また、海外との情報のやり取りも行われていない。現在のワノ国では、鎖国は「国の入り口を閉じて平和を守ること」、開国は「国に悪い人や考えを招き入れる悪い行い」と教えられている。しかし実際には、裏で海外との武器の取引が行われている。
厳格な身分制度があり、士族は平民を「下人」と蔑んでいる。刀を持つことは侍だけの特権となっている。チョンマゲという特有の髪型がある。住民の服装は着物。通貨はベリーではなく、金や銀。時法は十二時辰が使われる。相撲が国技。各郷に大事を伝える際は矢文を用いる。海楼石の産出国で、銃弾や釘などに加工できる技術を持つ。虎、猪、ワニザメといった獰猛な動物が多く生息しており、狛犬など炎のような毛を持つワノ国独自の動物もいる。
800年ほど前から光月一族が「将軍」として治めてきた。おでんによれば、光月家は、大昔に「巨大な力」からワノ国を守るため、国を閉ざしたという。数百年前は「黄金の国」として世界に認知されており、海賊や貴族たちが押し寄せてきたが、それらの敵に対して伝説の剣豪リューマが強さを見せつけたことで、世界ではワノ国の侍が警戒されるようになった。かつては、花の都以外の5つの郷を5人の大名が治め、各郷の裏社会を6人のヤクザの親分が取り仕切っていた。光月家には5つの大名家（霜月家、黒炭家、雨月家、天月家、風月家）が仕えていたが、先代将軍光月スキヤキが誕生する前に起こった権力闘争で、黒炭家が断絶となった。
20数年前に百獣海賊団と手を組んだオロチが将軍となってからは、大名と郷は滅ぼされ、花の都以外の土地は無法の荒野と化した。各地に武器工場や採掘場が建設されたことで、川は排水に汚染されている。動物も汚水を飲んでいるため、その肉は人間にとって毒である。安全な食料はカイドウとオロチに支配され、貧しい住民はろくに食べ物を手に入れることができなくなっている。光月家を信じる者はことごとく排除され、オロチによる圧力と洗脳により、光月家はワノ国を開国により滅ぼそうとした悪の一族として蔑まれている。反乱を防ぐため、オロチによってあらゆる武道は禁じられている。百獣海賊団は士族と同等の扱いを受けており、法を犯す者を取り締まる役割も担っていた。
モデルは江戸時代の日本。6つの郷と鬼ヶ島の配置は日本列島がモデルになっている。ワノ国編での効果音の描き文字は、通常の「どん」「どどん」ではなく、琵琶をイメージした「べん」「べべん」が使われている。ワノ国の雲は浮世絵を意識して描かれている。
花の都（はなのみやこ）
ワノ国の6つの郷の一つで、国の中心に位置する都。作中での気候は春で、桜の花びらが舞い散っている。オロチの支配以前は、光月スキヤキが将軍として治めていた。オロチが将軍となってからは、ワノ国で唯一栄えている場所となっている。将軍の住む城を中心に、侍や町人達が暮らす長屋が整然と並ぶ。都市の背後には、富士山に似た巨大な山「藤山（ふじやま）」がそびえ立つ。
生活の根底はオロチに支配されており、お湯や飲み水は全てオロチの経営。将軍に忠実で金を生み出せる者しか都に住む権利はなく、それができなくなれば「都落ち」となり、将軍の名のもとに追放される。町民は一見平和に暮らしているが、笑顔の裏に重圧と恐怖を抱えながら生きており、いつか光月家の侍達がこの国を救ってくれるという伝説を、心の支えにしている。
年に一度、死者を弔う「火祭り」が行われる。天国に届くように火を焚き、亡き人に想いを届けるため「空船」を飛ばす。この日のみ、町人たちの飲酒が解禁される。
オロチ城（オロチじょう）
大木の上に建てられた、オロチの居城。元々は前将軍の光月スキヤキが暮らしていた城で、オロチに乗っ取られた。スキヤキが美少女こけしの趣味部屋として使っていた地下室があり、そこに「歴史の本文」が保管されている。また、その地下室には「ロード歴史の本文」が安置されている藤山の洞窟に降りられる通路がある。
宴では「オロチ農園」という場所で育てられた食物が供される。
左京（さきょう）
狂死郎の屋敷がある地区。
羅刹町（らせつちょう）
罪人を捕らえ、見世物にする「羅刹町牢屋敷」（通称「罪人張見世」）がある地区。この町で、康イエが処刑された。
えびす町（えびすちょう）
花の都のおこぼれで暮らす町。ニコニコ笑う顔を意味する「えびす顔」が町名の由来となっている。住人は貧しい生活をしながらも、笑顔を絶やさない。かつては日々人が死に、住民がむせび泣く町だったが、それを目障りに思ったオロチによって、既にかじられた失敗作のSMILEがおこぼれに混ぜられ、空腹に耐えきれず、それを口にしてしまった住人たちは笑顔しか作れなくなった。
九里（くり）
ワノ国の6つの郷の一つ。オロチの支配以前は光月おでんが大名として治めていた。かつては各郷から追放された罪人・浪人が徒党を組み暴れ回る無法地帯で、将軍家も匙を投げるほどの凶悪な土地だったが、若き日のおでんが全てのならず者たちをまとめ上げ、活気ある郷を作り上げたことで、おでんは「九里大名」の地位を与えられた。ワノ国編までは百獣海賊団大看板のジャックが元締めとして治めており、現在はイヌアラシが大名として統治している。
古い方言として、「名前と知恵を捨てろ」という意味の「捨名ッ知（スナッチ）」という掛け声がある。「捨名ッ知」の由来は、薩摩藩の剣術「示現流」の掛け声「チェスト」。
九里ヶ浜（くりがはま）
ルフィとサニー号が打ち上げられた砂浜。後に、船から転落したビッグ・マムが漂着した。
編笠村（あみがさむら）
山中の竹林の中にある、お玉と天狗山飛徹が住む村。4年近く前に飢饉に見舞われるが、漂着したエースたちによって救われた。1年以上前、ドレークら百獣海賊団によって村の要であった5人の用心棒が倒され、村は壊滅した。現在では廃墟となっており、お玉と飛徹しか住んでいない。
おこぼれ町（おこぼれちょう）
博羅町の入り口近くにある、寂れた町。その名の通りこの町の住人は、役人が使わなくなった物や、腐りかけた食料などのおこぼれを目当てに暮らしている。また、住人は工場の労働力となっている。博羅町の住人からは、身分の卑しい者と差別されている。
博羅町（ばくらちょう）
役人とジャック配下の海賊が暮らす役人街。巨大な鳥居が入り口となっている。おでんが処刑される20年前までは活気ある城下町だったが、オロチの部下が好きな家を奪い取り、生活に必要な商人以外を町から追い出した。町にはホールデム、スピード、ホーキンスの3人の真打ちと、約30名のSMILEの能力者がいる。
桃源農園（とうげんのうえん）
オロチとカイドウ達専用の農園。排水汚染の影響を受けていない、安全な食糧を作っている。博羅町の奥にあり、おでん城跡のある山の麓にかけて広がっている。元々はおでんが九里の人々のために作った農園だが、現在はオロチが牛耳っており、おこぼれ町の人間に低賃金で作業を行わせている。収穫された食物は「食糧宝船」に乗せられて、博羅町の人々に配られる。
おでん城跡（おでんじょうあと）
九里の山頂にある、かつて光月おでんが住んでいた城の跡地。正式名称は「九里城」だが、おでんを慕う人々が「おでん城」と呼び始めた。20年前、百獣海賊団によって焼き滅ぼされた。光月家とその家臣の墓が存在する。錦えもん達が本拠地としていたが、ワノ国編でカイドウに破壊された。ワノ国編後は城の再建工事が行われている。
頭山（あたまやま）
頂上に大きな一本の木がある山。酒天丸率いる頭山盗賊団の拠点。ワノ国編で、ホールデムの部下によって火が放たれた。
ある廃村
おでん城跡を破壊された錦えもんやミンク族が拠点とした場所。奪ってきた食料や武器を持ち込んでいる。
伊達港（イタチみなと）
九里南西にある廃港。酒天丸が百獣海賊団との決戦のために、カイドウに破壊されたワノ国中の港から船を集めていた場所。30年前に、白ひげ海賊団が漂着した。
兎丼（うどん）
ワノ国の6つの郷の一つ。かつては森深き地であったが、現在は荒野が広がっている。オロチの支配以前は雨月天ぷらが大名として治めていた。現在の責任者は、百獣海賊団大看板のクイーン。「囚人採掘場」及び武器工場がある。20年前、おでん達と百獣海賊団が壮絶な戦いを繰り広げた。ワノ国編で、ルフィたちとオロチへの反逆を改めて決意した囚人たちによって制圧される。ワノ国編後は採掘場に「兎丼城」が建造されている。また、フーズ・フーはジンベエに敗れた後、アジトを建てて兎丼の奥地に潜伏していたが、ヤマト達に発見されてしまった。
囚人採掘場（しゅうじんさいくつじょう）
百獣海賊団に捕らえられた囚人たちが働かされている場所。巨大な作業場が5か所ある。数万人の囚人たちの多くはオロチへの反逆者で、かつてワノ国の裏の世界を支えてきたヤクザの親分たちも収容されている。採掘作業場の隣には、「囚人製銑場」がある。
囚人は、大岩の石運び5回できびだんご1個を受け取れる引換券を貰うことができる。看守に盾つくと、1回目で両手切断、2回目で両足切断、3回目で死刑となり、看守に直接手を上げた者は即刻死刑となる。能力者には海楼石の手錠がかけられるが、労働力として使えるよう、多少弱く作られている。手錠の鍵は「幹部塔」の金庫にある海楼石の箱で厳重に保管されている。
常影港（トカゲみなと）
兎丼にある港。錦えもんは、この港が康イエが示した集合地だと勘違いした。ワノ国編後、この港から麦わらの一味・ハートの海賊団・キッド海賊団が出港した。
鈴後（りんご）
ワノ国の6つの郷の一つ。作中での気候は冬で、雪が降り積もっている。カイドウによって滅ぼされ、現在は廃墟になっている。かつては霜月一族が大名を務めており、オロチの支配以前は霜月牛マルが治めていた。23年前、この地で百獣海賊団とゲッコー海賊団との戦争が勃発した。伝説の侍リューマの生まれ故郷で、彼を祀ったお堂がある。
鈴後では、寒さのため桶に入れた遺体は数百年腐らず、「常世の墓」と呼ばれる。この郷の人々は生まれると刀を贈られ、刀と共に生き、死ねば刀を墓標とする。その中には名だたる名刀があるため、墓荒らしが絶えない。
北の墓場
ブルックがお供え物を集めるために、オバケ騒動を起こしている墓場。麦わらの一味らが隠れ家として使用した。
おいはぎ橋（おいはぎばし）
武器を持つ者が渡ろうとすると、追いはぎの牛鬼丸が現れることで知られる橋。鈴後の本郷へと向かうための橋。
帰港（カエルみなと）
鈴後にある港。作中未登場。
白舞（はくまい）
ワノ国の6つの郷の一つ。作中での気候は秋で、紅葉の葉が舞い散っている。現在は廃墟になっている。かつては霜月一族が大名を務めており、オロチの支配以前は霜月康イエが治めていた。ワノ国で唯一、正規の港がある。康イエの時代、郷の侍達はワノ国最強と言われていた。
刃武港（ハブみなと）
白舞にある港。ワノ国一広い港であり、絶景と称される紅葉の木々が立ち並ぶ。錦えもんが百獣海賊団との決戦の日の集合場所に指定した。後に康イエが、この港の「波止」を決戦の日の新たな集合地に示した。
潜港（モグラみなと）
白舞の地下にある港。カイドウとオロチの許可のもと、ワノ国から流れる滝を割り、その先にある洞窟を通過した終点にある。船員や積み荷は、ゴンドラで地上まで引き上げる。
閻魔堂（えんまどう）
花の都のはずれの森の奥にある、小さなお堂。
希美（きび）
ワノ国の6つの郷の一つ。現在は荒野が広がる。オロチの支配以前は風月おむすびが大名として治めていた。ワノ国編後は傳ジローが大名に就任している。
根子港（ネコみなと）
希美にある港。作中未登場。
鬼ヶ島（おにがしま）
ワノ国の沿岸にある島。百獣海賊団の本拠地。角の生えたドクロの形をした巨大岩「ドクロドーム」に、カイドウの城がある。
兎丼と白舞の沖に位置する。山に囲まれた島で、島周辺には渦潮が発生している。正面入口前の海上には、小さな要塞となっている鳥居がある。島の入口は正面の門しかなく、海流が激しいため、普通の船では正面からしか接近できない。島の入り口の気候は冬。
年に一度の「火祭り」の日に、役人達と百獣海賊団の宴が行われる。表向きは、将軍行列が明王カイドウのいる島に参拝に行くとされている。
かつて島の正面に、カイドウの力の象徴として龍の像が置かれていたが、4年ほど前にエースとヤマトによって壊され、現在はドーム内倉庫に捨てられている。
かつては鬼ヶ島とは呼ばれておらず、20年前は無人島だった。ワノ国編でカイドウは、ワノ国を「新鬼ヶ島」という名の海賊の帝国へと変える「新鬼ヶ島計画」を発表し、鬼ヶ島を花の都に移そうとしたが、ルフィやモモの助達の活躍によって阻止され、花の都近くに着陸した。
ドクロドーム
鬼ヶ島中央にある、山と一体化したドクロ型の巨大岩。ドーム内部へは正面と裏口、東と西の4つの出入口がある。内部には港友が建てたカイドウの屋敷（城）があり、地上5階・地下2階の構造になっている。城内には年に一度の金色神楽が行われる「ライブステージ」と「ライブフロア」、ブラックマリアの遊郭、「百獣の湯」、入り口付近にある「開かずの倉庫」などがある。また2階に宝物殿、3階に宴会場、4階に「ネコ科フェ」があり、地下2階に「歴史の本文」が置かれている。地下最下層には巨大な武器庫があり、無数の爆弾が保管されている。ドーム屋上の気候は冬。
ヨウ
ワノ国の都。2017年に開催されたイベント「ONE PIECE ART NUE 大覚寺『魔獣と姫と誓いの花』展」に登場。
ハチノス
通称「海賊島（かいぞくじま）」。海賊達の楽園で、デービーバックファイト発祥の地として知られる。また、かつて世界最強と謳われた「ロックス海賊団」が結成された地でもある。
ドクロの形をした巨大な岩がある。「ハチノス」の名は、軽くつついただけで殺気立った海賊達が蜂のように湧き出てくることが由来。島の住民は全て悪党で、店なども元犯罪者が経営しており、無法ながらも悪党なりのルールがあるという。かつては元ロックス海賊団の王直が支配していた。新世界編では、黒ひげ海賊団が拠点にしている。
エッグヘッド
ワノ国から南東に指針が示す冬島。4年前の時点では海軍科学班第8研究所が置かれていたが、現在はDr.ベガパンクの研究所と化している。ベガパンクによって様々な最新技術が施された未来島で、500年後の未来とも称される。
島周辺の海域には、侵入者対策として無数の海獣兵器（シービーストウェポン）が放たれている。島の動力は火。島内は土から作られた島そのものの温度をコントロールする「島エアコン」によって、南国のように暖かい。また、「雲フト」を使って島の空調を制御することで空島の「島雲」「海雲」を再現している。また、機械兵器「ベガフォース01」はこの島内でしか飛行できない。
工場層（ファビリオフェーズ）
下層にある作業員や研究員が住んでいるエリア。エリア内には多くのホログラムがあり、500種類の料理を1分以内で調理できる「無人調理器」や戦闘服を借りられる服屋などがある。エリア内には、パシフィスタ型の保安官が滞在している。研究層への移動には「真空ロケット」というジェットコースターのような乗り物を使う。
研究層（ラボフェーズ）
雲の上の上層にあるベガパンクの研究所があるエリア。周囲には侵入者をレーザービームで迎撃する「フロンティアドーム」というシステムが張られている。研究層はA棟・B棟・C棟の3つで構成されており、中央A棟4階に指令室、B棟2階に武器開発フロア、B棟1階に融合炉、C棟3階に高圧シリンダー、地下には旧悪魔の実研究室がある。
パンクレコーズ
島の頂上の巨大な卵の裏側にある、ベガパンクの脳ミソ格納庫。ベガパンクと6人の猫（サテライト）は、毎日1回パンクレコーズを通じて体験と知識を同期している。脳を「ステルスモード」にすれば、ベガパンク達は体験を共有せず内密にすることができ、「偽装記憶（ダミーメモリー）」を使って嘘の記憶を共有することもできる。ベガパンクは、このパンクレコーズに世界中の誰もがアクセスできるようにし、さらに全人類でアップデートし続けることで「知識の海」を作るという夢を抱いている。内部には、サテライト達の体のパーツが大量に保管されている。
エッグヘッド編でエジソンによって研究層から切り離され、島雲に乗って空へ飛んで行った。
勝者島（ウィナーとう）
ワノ国から北東に指針が示す島。この島で、ハートの海賊団と黒ひげ海賊団が衝突した。
ガルテル島（ガルテルとう）
赤髪海賊団のナワバリの島。バルトロメオがこの島にあった赤髪海賊団の海賊旗を燃やした。その約一か月後、この島の沿岸沖でバルトロメオ海賊団の船がヤソップによって沈められた。
眠霧地帯（ネムぎりちたい）
エッグヘッドとエルバフの間にある航路。ここを通った者は眠ってしまう。
エルバフ島
誇り高く屈強な戦士として知られる、最も有名な巨人族「エルバフの戦士」が住む島。ワノ国から東に指針が示す。島には宝樹アダムが生えており、その上に巨人たちが住む国がある。上から「天界」「陽界」「冥界」の三層に分けられており、層によって日当たりや天候が大きく異なる。太陽石で架けた虹の橋を渡ることで、外海からでも直接「陽界」に上陸することができる。樹上に立つ国という特性上、火事と雷が弱点だといえる。動植物をはじめ全てのものが巨大で、「島雲」「海雲」「シャボン」「ホバー」などあらゆる事象が発生する。古代の遺跡も数多く残っており、空白の100年に描かれたとされる壁画や、3000年以上前に建てられた科学的な施設が存在する。理由は不明だが、かつてエルバフに上陸した探検家ルイ・アーノートは、「この地に長居してはならない」と忠告している。
都市の外観のモチーフは、ヴァイキングの時代の北欧。
ウォーランド王国
「世界一の強国」と名高い、巨人族の王国。14年前まではハラルド王が治めていたが、ハラルドが息子のロキに殺害されて以降、王の座は空位となっている。世界政府非加盟国。
前国王ハラルドの方針により、現在は戦士を育てる教育は行われておらず、「セイウチの学校」では子供達に学問を教えている。
太古より伝わる神典「ハーレイ」に登場する太陽の神「ニカ」を信仰している。村には掟があり、村で争いを起こし互いに引けなかった場合、エルバフの神の審判を受け、正しい者がエルバフの神の加護を受けて生き残るとされている。太陽の死と復活の祭りである「冬至祭」までの12日間、断食を行う風習がある。断食中、口に入れていいのは水だけで、断食前にはお菓子のセムラを食べて栄養をつける。
断食とセムラのエピソードは、キリスト教の四旬節で断食を行う風習がモデルになっている。
陽界
エルバフの中層にある、陽の差す世界。「西の村」をはじめ、巨人族が住む村がある。南西部には「戦士の泉」があり、その畔には「フクロウの図書館」が建つ。泉の砂浜は、樹の一部が化石化・風化してできたもので、泉の満ち引きはないが源泉の滝が波を作っている。
セイウチの学校
「戦士の泉」の畔に建つ、エルバフの子供達が通う学校。校長はキバ。
20年前にハラルド王の頼みでサウロが開校した。
フクロウの図書館
「戦士の泉」の畔に建つ図書館。
館長ビブロの「イクイクの実」の能力により、図書館内に入った本は巨大化する。22年前にサウロが持ち込んだオハラの文献すべてが収蔵されている。
樹道8号線
軍子の能力で歩かされている子供達が向かう道。「樹8（ジュッパチ）」と略される。
アウルスト城
ウォーランド王国のかつての王城。西の村の付近に建つ。
ロキがハラルドを殺害した14年前から一切の立ち入りが禁止されており、2人の門番が置かれている。城内には百体以上の巨人の遺骨など、凄惨な戦いの跡がそのまま残っている。「王の間」の玉座の下には宝部屋への入り口が隠されており、そこにロキの鎖の鍵が保管されていた。
羊の家
かつてマザー・カルメルが営んでいた孤児院。
100年前、カルメルによって巨兵海賊団残党の処刑が阻止された後、エルバフに建てられた。施設には暴動の末国を追われた王子、貧しさゆえに奴隷にされかけた子供、親の手にも負えなくなった問題児などが立場・血筋・種族に囚われることなく、平和に暮らしていた。63年前、リンリンの食いわずらいによってエルバフの村が半壊したことで、カルメルと子供達はエルバフを離れ、別の島に羊の家を再建した。
ハウゲン
エルバフにかつて存在した村。落雷によって炎上し、他の枝への延焼を防ぐために村ごと切り落とされた。
冥界
エルバフの下層。何万年も存在する雪山が聳え立つ。罪人達が落とされる場で、大地そのものが監獄であり処刑場である。6年前からロキが拘束されている。ロキは「太陽の死んだ世界」と称しており、神話の「第一世界」に例えている。それぞれの雪山の主である猛獣達や、囚人である人間達が住み着いており、ロキの部下として侵入者を狙う。また、上層にはいないヘラジカが棲息している。
ブロックの国
ロードが「太陽神」として支配する、囚人達を閉じ込めるための留置場。建物はブロックで作られている。彼の下僕（ペット）である猛獣達が神として崇められていることから、「神々の国」と称される。イスカットが城主である「ビッグステイン城」や、大樹「世界樹（ユグドラシル）」がある。中に入れられた者は「生人形（リヴドール）」としてロードに衣裳を着せられる。
広大な世界に見えるが四方が鏡張りになっているだけで、その実態は「神殿」（ロードの自室）に隣接する一室にすぎない。空に浮かぶ雲も吊り下げられた綿である。強固な外壁を持っており、いかなる巨人族でも逃げ出せないように設計されている。建物の外には上層の「陽界」に繋がる長い吊り橋が架けられている。
水先星島（ロードスターとう）
「記録指針」の最終地点。指針の針が乱れて、この島より先は示されない。本来は、この島で初めて「歴史の本文」と古代文字の謎に気付くとされ、ロジャーは上陸して初めて、水先星島が「最後の島」ではないと知った。
ラフテル
「偉大なる航路」の最終地点。「ひとつなぎの大秘宝（ワンピース）」が眠るといわれる。歴史上この島を確認したのは、ロジャー海賊団のみ。ロジャー達はこの島でジョイボーイが残した宝を発見し、それが「笑い話」であったことから島に「Laugh Tale（ラフテル）」と名付けた。ログを辿るだけでたどり着くことはできず、世界に4つある「ロード歴史の本文」に記された4つの点を結ぶと、その中心にラフテルが浮かび上がる。
劇場版第14作『STAMPEDE』には、ロジャー海賊団が残したラフテルの「永久指針」が登場する。また同作では、原作に先駆けて島名の綴りが明かされた。

### 派生作品オリジナル（新世界）
ポートチバラルタ島
小説『ONE PIECE novel A』に登場。白ひげのナワバリの島。歓楽街があり、多くの観光客で賑わっている。町は港湾周りの利権、博打と興行で成り立っており、オリバ一家が取り仕切っている。海賊だけでなく世界政府や海軍の船が港に立ち寄ることもあるが、島の稼業に関与はできない。オリバの先代が白ひげと縁を結び、町を発展させたが、跡目を継いだオリバは白ひげが禁止している奴隷売買に手を出し、他の勢力の庇護下に入ろうとしていた。オリバの悪評を聞きつけたエースやティーチたちによってオリバ一家は廃業し、島は白ひげの直轄に置かれることになった。
ピーク・オード島
漫画『ONE PIECE episode A』に登場。白ひげのナワバリで、高い岩壁に囲まれた島。この島でエースと白ひげの100度目の決闘が行われた。
モベジュムール海域
アニメオリジナル。「Zの野望編」で登場。
異常気象が次々に襲う危険な海。別名・不機嫌海域と呼ばれる。空から降る巨大な水滴や雹、蜃気楼や雪崩といった天候が勝手気ままに発生する。
ハンドアイランド
アニメオリジナル。TVSP「ハンドアイランドの冒険」で登場。
新世界でも有数の職人がいる島で、かつては白ひげのナワバリであった。島全体が巨大な手の形をしているのが特徴。白ひげの死後、海賊に狙われたが、海軍が島の沖に基地を作ったことで平和を維持していた。しかし、新たに赴任したビリッジ准将の恐怖政治が敷かれ、住民たちは基地から飛んでくる大砲の脅威に怯える生活を強いられていた。ルフィやコビーの活躍でビリッジが更迭されたことで、島に平和が戻った。
ネブランディア
アニメオリジナル。
シルバーマイン
アニメオリジナル。「シルバーマイン編」で登場。
ドレスローザ近くの孤島。島の中心には巨大な銀の要塞が聳え立ち、その輝きは周りの海をも眩く染める。元は豊かな鉱山だったが、現在はシルバー海賊連合が根城としている。鉱山の地下には地下坑道が広がっており、リーダーのビルに見捨てられた部下が日夜強制労働させられている。ルフィとの戦いで暴走したビルによって崩壊し、ビル諸共海に沈んだ。
アルケミ
アニメオリジナル。
フロン島
アニメオリジナル。「海軍超新星編」で登場。
ホールケーキアイランド近くの孤島。四皇ビッグ・マムの動向を監視する海軍G-F支部がある。以前はビッグ・マムのナワバリで、海軍とビッグ・マム海賊団との激戦の跡が残っている。
エンドポイント
映画オリジナル。
グラン・テゾーロ
映画オリジナル。
デルタ島
映画オリジナル。

## 凪の帯（カームベルト）
「偉大なる航路」の両脇に沿って存在している無風海域。大型海王類の巣であるため、「偉大なる航路」へ入るためには、凪の帯を避けてリヴァース・マウンテンを経由しなければならない。海王類の天敵である毒海蛇「遊蛇」に船を引かせた九蛇の海賊船と、船底に海楼石を敷き詰めた海軍の軍艦は、船の気配を消すことができるため比較的簡単に往来することができるようだが、視覚的に見つかる危険は残るため100%安全ではない。
女ヶ島（にょうがしま）
アマゾン・リリー
女系戦闘民族「九蛇（クジャ）」が住む、男子禁制の「女人国」。この島の女が外界で妊娠して帰国すると、なぜか必ず女子が生まれるという。男性が入国すると死罪となるが、人道的な理由等で特別措置が取られることもある。
代々皇帝が島を治めており、九蛇海賊団の船長も兼任している。国の集落は、ジャングルに囲まれた高い山にある大きな穴の中に築かれている。住民は戦士として育てられている。また多くの戦士が蛇を連れており、弓として使うこともある。この国の戦士は、外海では珍しい「覇気」の扱いに精通している。熱帯にあるためか、住人のほとんどはビキニの様な露出度の高い服を着ている。「ゴル」という独自の通貨単位が使用されている。
皇帝ボア・ハンコックが七武海入りすることを条件に、世界政府は島の海岸より3キロ以内に一切近づかないという協定が結ばれている。世界政府のことは「中枢」と呼んでいる。外界との交流がないため、多くの住人が一般常識に疎い。
建物や風景のモデルは中国。作者曰く、品のあるアマゾネスの物語が少ないことから、文化的水準の高い女人国を目指したという。
ルスカイナ
女ヶ島の北西にある無人島。週に一回季節が変わる「48季」の島。大昔には国が存在していたが、生存戦争に人が敗れ、現在では夥しい猛獣が生息する天険の地となっている。ルフィがレイリーの指導のもと、2年間の修行を行った。
インペルダウン
世界政府が所有する深海の大監獄。

## 赤い土の大陸（レッドライン）
「偉大なる航路」に対して直角に世界を一周する巨大な大陸。「偉大なる航路」近辺では雲によって頂上が見えないほど標高が高く、また切り立った崖になっているため、陸路で越えることは困難。この世界の海は「赤い土の大陸」により2つに両断されている。大陸の性質は「偉大なる航路」の島々がそのまま繋がったような状態で、「偉大なる航路」の春島・夏島・秋島・冬島に当たる地域が連なっている。
「偉大なる航路」を半周した先にあるもう一つの「赤い土の大陸」を越える方法は2つある。1つは、「赤い土の大陸」の上にある聖地マリージョアを通り抜ける方法。この場合、世界政府に聖地マリージョアの通行許可を得て大陸の上に引き上げてもらう必要があるため、海賊には不可能。また、船を乗り換える必要があるため金もかかる。もう1つは、マリージョアの真下の海底に位置する「魚人島」を通り抜ける方法。この方法なら、世界政府の許可も船を乗り換える必要もないが、海中を航海しなければならないため、船をコーティングして危険な深海を突破する必要がある。
白ひげによると、遥か昔「赤い土の大陸」の上には「神の国」があり、「発火する種族」が住んでいたという。
リヴァース・マウンテン
「偉大なる航路」の入り口である山。冬島。
双子岬（ふたごみさき）
リヴァース・マウンテンのふもとにある岬。運河を挟んで2つの灯台がある。「偉大なる航路」のスタート地点で、航海者はここから延びる7つの航路のいずれかを選択する。
聖地マリージョア
世界政府の中心地。マリンフォード付近の「赤い土の大陸」の上にある。世界貴族（天竜人）が住んでいる場所。その存在自体が世界を揺るがすほどの重大な「国宝」がある。4年に一度、各国の王達が集う「世界会議（レヴェリー）」が行われる。入口からパンゲア城へ向かう道には、動く歩道「トラベレーター」があり、地下で働かされる奴隷が人力で動かしている。
世界会議編で革命軍に食糧庫を破壊され、さらにマリージョアへ運ばれる物資を悉く破壊される兵糧攻めを受けている。
パンゲア城
マリージョアの中心に聳え立つ巨大な城。城内には世界会議で王族が交流する「社交の広場」、五老星がいる「権力の間」、イムがいる「花の部屋」などがある。また、巨大な麦わら帽子が冷凍保存されている。
名前の由来はパンゲア超大陸。
虚の玉座（からのぎょくざ）
パンゲア城にある、世界政府の紋章が刻まれた玉座。各国の王はこの玉座に、王たちは皆平等であり、独裁の欲は持たないという誓いを立てる。これは800年前に世界政府を創設した20人の王が立てた誓いであり、玉座の近くには彼らの20本の武器が刺さっている。世界の中心に位置するこの玉座に誰も座らないことが平和の証とされている。
神々の地
天竜人の居住区。パンゲア城の正門前にある「天竜門」を越えた先にある。加盟国の関係者でも立ち入ることはできない。
赤い港（レッドポート）
「赤い土の大陸」を挟んで2つ存在する巨大な港。「偉大なる航路」前半側は旧マリンフォードの、新世界側はニューマリンフォードの付近にある。シャボン玉で飛ぶリフト「ボンドラ」によって、マリージョアへ出入りできる。これが「赤い土の大陸」を越えて向こう側の海へ渡る、政府のルートとなっている。

## 空島
空に浮かぶ島。

## その他

### その他の国
所在地不明の国。
ドエレーナ王国
海賊船に偽装した貿易船を使い、ドンキホーテファミリーと取引を行っていた国。この国の貴族が「メラメラの実」争奪戦に参加した。
マジアツカ王国
ローリング・ローガンが軍隊長を務める南国。
ロンメル王国
キャベンディッシュの別人格・ハクバが連続人斬り事件を起こした国。
ジェルマ王国
世界唯一の、国土を持たない「海遊国家」。元世界政府加盟国。かつて北の海を武力で制圧した「ヴィンスモーク家」が治める。
タジン王国
世界政府加盟国。女王はモロロン。世界会議閉幕後、反乱が起きた。
シシャノ王国
世界政府加盟国。国王はタコス。
リンゴ王国
世界政府加盟国。国王はナシ。
チャコ王国
世界政府加盟国。国王はマリ。
ジャンバラヤ王国
世界政府加盟国。国王はソース。
ギンガポール王国
世界政府加盟国。女王はネギー。
キャメロン王国
世界政府加盟国。国王はクーラン。
ベストランド王国
世界政府加盟国。女王はレモンチーズ。
南ファイアー王国
世界政府加盟国。国王はジープ。
ビーフ王国
世界政府加盟国。国王はストロガノフ。
ペペ王国
年間千人以上の餓死者が出ている国。クロスギルドが懸けた賞金目当ての国民に、Tボーン中将が背中を刺され殉職した。その国民はそのまま国を出て、クロスギルドの一員となった。
サンカン王国
王子はヴァンサン。
エレジア
映画オリジナル。正確な場所は不明だが、「東の海」、「南の海」、「偉大なる航路」前半、「凪の帯」のどこかとされている。

### その他の場所
月
物語の舞台となる惑星の衛星。
月にはかつて古代文明が存在した。月の都市「ビルカ」の壁画によれば、翼を持った「月の人」は、資源不足から「青色の星」へ移住したという。「ビルカ」はエネルの生まれた空島と同名だが、関係は不明。空島ビルカでは、月は「限りない大地（フェアリーヴァース）」と呼ばれ、神の住む聖地と語られていた。
カラクリ島
ツキミ博士がスペーシー中尉を作り出した島。未来国バルジモアがある「からくり島」と同一の場所かは不明。